# ジョン・フレンチ
初代イープル伯爵ジョン・デントン・ピンクストン・フレンチ（John Denton Pinkstone French, 1st Earl of Ypres KP, GCB, OM, GCVO, KCMG, PC, AP, 1852年9月28日 - 1925年5月22日）は、イギリスの軍人。第一次世界大戦初期においてイギリス海外派遣軍 (BEF) の司令官を務め、後に元帥に昇進した。

## 生涯
ケント州のリップルに生まれた。父はイギリス海軍の提督であり、自身も1866年に海軍に入隊したが、1874年に陸軍へと移籍している。1884年から1885年まではスーダンにおいて第19軽騎兵師団で士官として勤務し、中佐に昇進した。1899年から1902年までは第二次ボーア戦争において中将として騎兵師団の司令官を務めた。1902年から1907年まではオールダーショット士官学校の校長を務め、1907年に大将へと昇進した。1911年にはイギリス陸軍の参謀総長に任命され、1913年に元帥に昇進した。
1916年1月にイーペルおよびロスコモン県におけるハイレイクのフレンチ子爵に叙された。1916年にはイースター蜂起の鎮圧を監督し、アイルランド総督を1918年から退役する1921年まで務めた。1922年5月にはイーペル伯爵に叙された。